# Tiverton (Ontario)
Tiverton, Ontario es una población de la provincia canadiense de Ontario, de 743 habitantes (2001).

## Geografía
- Altitud: 233 metros.
- Latitud: 44º 16' 00" N
- Longitud: 081º 32' 29" O

Tiverton está situada cerca de las orillas del Lago Hurón en la autopista provincial de Ontario 21.
Tiverton forma parte del municipio de Kincardine.

## Generación eléctrica
- Tiverton es el emplazamiento de la Central nuclear Bruce (Bruce Nuclear Generating Station), una de las mayores instalaciones de energía nuclear del mundo.

- También se encuentra cerca de Tiverton el primer parque eólico de Ontario, llamado "Huron Wind" . El parque eólico está compuesto por 5 turbinas de viento.

El luchador profesional y actor James Ramage, alias "The Highlight" reside en Tiverton.